# Blue Islands
Blue Islands — авиакомпания, базирующаяся в Джерси, Нормандские острова. Компания осуществляет регулярные рейсы между Нормандскими островами, Объединённым Королевством и островом Мэн. Основная база компании находится в аэропорту Джерси. Также существует небольшой хаб в Олдерни

## История
Авиакомпания была официально образована в 2001 (хотя начала работать в 1999) компанией Le Cocq’s Stores в Олдерни и изначально была известна как Le Cocq’s Airlink. Сначала компания занималась перевозками скоропортящихся грузов из Борнмута на остров Олдерни. Регулярные авиаперевозки были добавлены а том же маршруте 01.02.2002. Название Rockhopper было официально принято 29.08.2003. Основная база была перенесена из Олдерни в Джерси в январе 2006.
Компания сменила название на Blue Islands 14.02.2006.

## Направления
Компания осуществляет авиарейсы по следующим направлениям:
- Коронные земли
  - Олдерни
  - Гернси
  - Джерси
  - Остров Мэн
- Великобритания
  - Саутгемптон
- Международные
  - Цюрих
  - Женева
- Планируются
  - Бристоль

## Флот
По состоянию на май 2022 года флот авиакомпании Blue Islands включает следующие самолеты:
| Тип самолёта | В эксплуатации | Заказано | Пассажирских мест |
| ATR 72-500   | 2              | —        | 68                |
| ATR 72-500   | 3              | —        | 70                |
| Всего        | 5              |          |                   |